# سرحدآباد، جلیل‌آباد
سرحدآباد (به ترکی آذربایجانی: Sərhədabad) یک منطقهٔ مسکونی در جمهوری آذربایجان است که در شهرستان جلیل‌آباد واقع شده‌است. سرحدآباد ۱۷۹۹ نفر جمعیت دارد.